# Cia-Cia jezik
Cia-Cia jezik (ISO 639-3: cia; isto i boetoneezen, buton, butonese, butung, kužnobutonski, južni butung), austronezijski jezik, jedini predstavnik južnobutonskih jezika, šira butonska skupina, kojim govori oko 79 000 ljudi (2005 SIL) na jugu otoka Buton i na otocima Binongko i Batu Atas, Indonezija.
Ima nekoliko dijalekata, to su kaesabu [cia-kae], sampolawa (mambulu-laporo) [cia-sam], wabula [cia-wab], masiri [cia-mas]. Dijalekt wabula ima nadalje više pod-dijalekata: wabula, burangasi, wali, takimpo, kondowa, holimombo.
Ime jezika cia-cia dolazi po negatoru cia =ne. 

## Vanjske poveznice
- Ethnologue (14th)
- Ethnologue (15th)